# BRIT Awards 2009
Die BRIT Awards 2009 wurden am 18. Februar 2009 im Londoner Earls Court verliehen. Die Moderation übernahmen James Corden, Mathew Horne und Kylie Minogue.
Erfolgreichste Künstlerin mit drei gewonnenen Preisen war Duffy, die gleichzeitig die erste weibliche Künstlerin war, die drei Awards am selben Abend erhielt. Die meisten Nominierungen mit je vier Stück hatten Duffy und Coldplay. Coldplay gingen jedoch leer aus.

## Liveauftritte
| Künstler                                | Lieder |
| --------------------------------------- | --- |
| U2                                      | Get on Your Boots |
| Girls Aloud                             | The Promise |
| Coldplay                                | Viva la Vida |
| Duffy                                   | Warwick Avenue |
| Take That                               | Greatest Day |
| Kings of Leon                           | Use Somebody |
| The Ting Tings Estelle                  | Shut Up and Let Me Go American Boy That's Not My Name |
| Pet Shop Boys Lady Gaga Brandon Flowers | Suburbia Love etc. Left to My Own Devices Always on My Mind Go West What Have I Done to Deserve This? Domino Dancing I'm with Stupid Being Boring It’s a Sin All Over the World West End Girls |

## Gewinner und Nominierte
| British Album of the Year | British Single |
| --- | --- |
| - Duffy – Rockferry - Coldplay – Viva la Vida or Death and All His Friends - Elbow – The Seldom Seen Kid - Radiohead – In Rainbows - The Ting Tings – We Started Nothing | - Girls Aloud – The Promise - Coldplay – Viva la Vida - Duffy – Mercy - Leona Lewis – Better in Time - Scouting for Girls – Heartbeat - Alexandra Burke – Hallelujah ausgeschieden am 13. Februar - Dizzee Rascal (featuring Calvin Harris and Chrome) – Dance wiv Me ausgeschieden am 12. Februar - Adele – Chasing Pavements ausgeschieden am 11. Februar - The X Factor Finalists 2008 – Hero ausgeschieden am 10. Februar - Estelle (featuring Kanye West) – American Boy ausgeschieden am 9. Februar |
| British Male Solo Artist | British Female Solo Artist |
| - Paul Weller - Ian Brown - James Morrison - The Streets - Will Young | - Duffy - Adele - Beth Rowley - Estelle - M.I.A. |
| British Group | British Breakthrough Act |
| - Elbow - Coldplay - Girls Aloud - Radiohead - Take That | - Duffy - Adele - The Last Shadow Puppets - Scouting for Girls - The Ting Tings |
| British Live Act | |
| - Iron Maiden - Coldplay - Elbow - Scouting for Girls - The Verve | |
| International Male Solo Artist | International Female Solo Artist |
| - Kanye West - Beck - Neil Diamond - Jay-Z - Seasick Steve | - Katy Perry - Beyoncé - Gabriella Cilmi - P!nk - Santogold |
| International Group | International Album |
| - Kings of Leon - AC/DC - Fleet Foxes - The Killers - MGMT | - Kings of Leon – Only by the Night - AC/DC – Black Ice - Fleet Foxes – Fleet Foxes - The Killers – Day & Age - MGMT – Oracular Spectacular |

Critics’ Choice
- Florence + the Machine
- Little Boots
- White Lies

Outstanding Contribution to Music
- Pet Shop Boys

Producer’s Award
- Bernard Butler